# イシル語
イシル語（イシルご、Ixil）は、主にグアテマラのキチェ県に住むイシル族の言語。マヤ語族の大マム語群（マム・イシル語群）に属する。キチェ語地域の北で話される。

## 方言
イシル語はキチェ県の3つのムニシピオ（チャフル (Chajul) 、コツァル (San Juan Cotzal) 、ネバフ (Santa Maria Nebaj) ）で主に話される。ムニシピオごとの言葉の違いが大きく、2005年のエスノローグ第15版では各方言を別々の言語としていたが、2009年にひとつの言語として扱うようになった。
ネバフに比べてコツァルの言葉はキチェ語からの借用語が非常に多い。

## 音声
以下の子音がある。このほかにチャフル方言ではj[χ]とh[h]を区別し、ch chʼに舌端音と舌尖音の区別がある。
|        | 両唇音 | 歯茎音 | 後部歯茎音 | そり舌音 | 硬口蓋音 | 軟口蓋音 | 口蓋垂音 | 声門音 |
| ------ | ------ | ------ | ---------- | -------- | -------- | -------- | -------- | ------ |
| 破裂音 | p bʼ   | t tʼ   |            |          |          | k kʼ     | q qʼ     | ʼ      |
| 破擦音 |        | tz tzʼ | ch chʼ     | tx txʼ   |          |          |          |        |
| 摩擦音 |        | s      | xh         | x        |          |          | j        |        |
| 鼻音   | m      | n      |            |          |          |          |          |        |
| 流音   |        | l r    |            |          |          |          |          |        |
| 半母音 | w      |        |            |          | y        |          |          |        |

ほかにd gがスペイン語からの借用語のために使われる。
wは[v]または[β]に近く発音される。
母音には短母音a e i o uと長母音aa ee ii oo uuがある。

## 文法
イシル語はほかのマヤ語族の言語と同様に能格言語であり、人称接辞にA型（能格）とB型（絶対格）の区別がある。他動詞の主語(A)はA型の接辞で、他動詞の目的語(O)と自動詞の主語(S)はB型の接辞で標示される。マム語と同様に時間や目的を表す節の中では分裂能格現象が起きるが、マム語ではA,S,Oすべてが同一のA型接辞で標示されるのに対し、イシル語ではAとSのみがA型で、OはB型で標示される。
基本的な語順はVSO型である。